# Karol Antoniewicz
Karol Bołoz Antoniewicz, SJ, herbu własnego (ur. 6 listopada 1807 w Skwarzawie, zm. 14 listopada 1852 w Obrze) – polski duchowny katolicki, jezuita, poeta.

## Życiorys
Urodził się 6 listopada 1807 w Skwarzawie w ormiańskiej rodzinie Józefa i Józefy z Nikorowiczów. W 1827 ukończył studia prawnicze na Uniwersytecie we Lwowie. Brał czynny udział w powstaniu listopadowym. W 1833 wstąpił w związek małżeński z Zofią Nikorowicz i miał z nią pięcioro dzieci. Po przedwczesnej śmierci wszystkich swoich dzieci opiekował się chorymi i opuszczonymi, zamieniając swój dwór w Skwarzawie na szkołę i szpital. Po podjęciu z żoną decyzji o rozstaniu, jego małżonka wstąpiła do zakonu sióstr miłosierdzia i wkrótce potem zmarła. Po śmierci żony Karol Antoniewicz wstąpił do zakonu jezuitów w Starej Wsi

## Działalność
Zasłynął jako kaznodzieja i misjonarz, szczególnie podczas rozruchów chłopskich w 1846 r. zwalczał pijaństwo oraz inicjował akcje charytatywne. Po rozproszeniu jezuitów galicyjskich w 1848 r. głosił kazania w Krakowie, na Podkarpaciu, na Śląsku, a w końcu w Poznańskiem. Zorganizował w Obrze placówkę jezuicką, której był pierwszym przełożonym. Niosąc pomoc zarażonym na cholerę, sam padł ofiarą epidemii.

## Dokonania
Pozostawił bogatą spuściznę literacką: opowiadania, zbiory kazań, modlitewniki, listy, poezje (a wśród nich liczne wiersze na cześć Maryi) i wiele innych. Wyróżnia się też wśród autorów tekstów pieśni maryjnych, do których następnie komponowano melodie. Wśród nich są utwory śpiewane do dziś. Publikując Wianeczek majowy (Lwów, 1850), a w nim znane do dziś pieśni: Zawitał dla nas majowy poranek czy Chwalcie, łąki umajone,  wzbogacił repertuar nabożeństw majowych. Spośród popularnych pieśni religijnych z jego tekstami można wymienić np.:
- „Biedny, kto Ciebie nie zna od powicia”
- „Chwalcie łąki umajone”
- „W krzyżu cierpienie, w krzyżu zbawienie”
- „Do Betlejemu pełni radości” (kolęda)
- „Nazareński śliczny kwiecie”
- „Nie opuszczaj nas, [...] Matko, nie opuszczaj nas!”[7][8]
- „O Józefie uwielbiony”
- „O Maryjo, przyjm w ofierze”
- „Panie, w ofierze Tobie dzisiaj składam”
- "Zawitał dla nas majowy poranek"

Tuż przed wstąpieniem do zakonu napisał utwór – pieśń, która jest wyrazem ludzkiego „łez padołu” i jednocześnie osobistym wyrazem wiary, nadziei i miłości – „W krzyżu cierpienie, w krzyżu zbawienie”.
W poezji Antoniewicza dominują trzy wątki ideowo tematyczne: świadome przeżywanie łaski dziecięctwa Bożego, akceptacja cierpienia jako ważnego elementu życia chrześcijańskiego oraz żarliwa miłość i kult do Najświętszej Maryi Panny.
Ostatnim dziełem, dokończonym już po śmierci autora przez jednego z jego braci duchownych, jest „Żłobek” – kolęda dla dzieci. Książka została wydana po raz pierwszy w Poznaniu nakładem L. Merzbacha w 1857 roku.

## Twórczość
- 1. wiersz: Antoniewicz Karol Bołoz: Już majowe świecą zorze… Gazeta Niedzielna 1990
- 2. wiersz: Antoniewicz Karol Bołoz: Kwiat nadziei, kwiat miłości… Gazeta Niedzielna 1990
- 3. wiersz: Antoniewicz Karol Bołoz: Majowe kwiecie, Gazeta Niedzielna 1992
- 4. wiersz: Antoniewicz Karol Bołoz: Majowe kwiecie, Gazeta Niedzielna 1994
- 5. wiersz: Antoniewicz Karol Bołoz: Ona czuwać będzie… Gazeta Niedzielna 1990